# Blohm & Voss BV 142
Blohm & Voss BV 142 là một loại máy bay dân dụng của Đức được phát triển để phục vụ dịch vụ bưu chính xuyên Đại Tây Dương, nó được trang bị cho hãng hàng không quốc gia Đức là Lufthansa. Mẫu thử đầu tiên bay ngày 11/10/1938.

## Tính năng kỹ chiến thuật (BV 142 V2/U1)

### Đặc điểm riêng
- Tổ lái: 6
- Chiều dài: 20,48 m (67 ft 2 in)
- Sải cánh: 29,53 m (96 ft 11 in)
- Chiều cao: 4,44 m (14 ft 7 in)
- Diện tích cánh: 130 m2 (1.400 sq ft)
- Trọng lượng rỗng: 11.080 kg (24.427 lb)
- Trọng lượng cất cánh tối đa: 16.560 kg (36.509 lb)
- Động cơ: 4 × BMW 132H-1, 647 kW (868 hp) mỗi chiếc

### Hiệu suất bay
- Vận tốc cực đại: 373 km/h (232 mph; 201 kn)
- Vận tốc hành trình: 325 km/h (202 mph; 175 kn)
- Tầm bay: 3.900 km (2.423 mi; 2.106 nmi) khi không mang bom
- Trần bay: 9.000 m (29.528 ft)
- Vận tốc lên cao: 6,67 m/s (1.313 ft/phút)

### Vũ khí
- 5 khẩu súng máy MG 15 7,92 mm (0.312 in)
- 4 quả bom 100 kg (220,462 lb) hoặc 8 quả bom 50 kg (110,231 lb)